# Cantón de Craonne
El cantón de Craonne era una división administrativa francesa, situada en el departamento de Aisne y la región de Picardía.

## Composición
El cantón estaba formado por treinta y cuatro comunas:
- Aizelles
- Aubigny-en-Laonnois
- Beaurieux
- Berrieux
- Bouconville-Vauclair
- Bourg-et-Comin
- Braye-en-Laonnois
- Cerny-en-Laonnois
- Chamouille
- Chermizy-Ailles
- Colligis-Crandelain
- Corbeny
- Craonne
- Craonnelle
- Cuiry-lès-Chaudardes
- Cuissy-et-Geny
- Goudelancourt-lès-Berrieux
- Jumigny
- Lierval
- Martigny-Courpierre
- Monthenault
- Moulins
- Moussy-Verneuil
- Neuville-sur-Ailette
- Œuilly
- Oulches-la-Vallée-Foulon
- Paissy
- Pancy-Courtecon
- Pargnan
- Sainte-Croix
- Saint-Thomas
- Trucy
- Vassogne
- Vendresse-Beaulne

## Supresión del cantón de Craonne
En aplicación del Decreto n.º 2014-202, de 21 de febrero de 2014, el cantón de Craonne fue suprimido el 22 de marzo de 2015 y sus 34 comunas pasaron a formar parte, veintiocho del nuevo cantón de Guignicourt y seis del nuevo cantón de Laon-2.